# William E. Allen

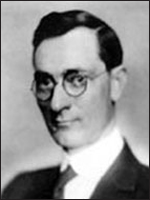
William E. Allen

William E. Allen war ein US-amerikanischer Regierungsbeamter. Am 10. Februar 1919 wurde er der dritte Direktor des Bureau of Investigation (BOI), aus dem später das Federal Bureau of Investigation (FBI) hervorging. Sein Amt gab er am 30. Juni desselben Jahres wieder auf.